# 警察特捜
『警察特捜』（けいさつとくそう）は、日本テレビ系列で
不定期に放送されているドキュメンタリー番組（いわゆる「警察24時」もの）である。

## 放送内容
20年間50回に渡り放送してきた「全国警察犯罪捜査網」から「全国警察追跡24時」にリニューアルをした警察密着ドキュメント番組である。2018年の放送からは題名を「警察特捜」に変更した。

## 番組タイトル・番組内容
- 2012年01月20日　金曜スーパープライム 全国警察追跡24時　第1弾

・刃物…覚せい剤…犯罪の芽を鋭い目で発見し摘み取る警視庁第二自動車警ら隊を追跡!
・違法エステ店に突入!まさかの逮捕にエステ美女の涙…その理由は?
・亡き妻が愛した街は自分が守る!被災したお巡りさんに密着
・警察学校にカメラが潜入!衝撃の特訓…警察虎の穴の秘密とは!?
・全国ナンバー1の検挙率を誇る福岡の自動車警ら隊に密着!
- 2012年10月05日　全国警察追跡24時　第2弾

・ススキノの闇ホストクラブに新米女性刑事が潜入!ガサ入れを追跡!!
・京都機動捜査隊に名物デカ「クワガタ刑事」を密着!悪質な引ったくり犯を追え！
・山梨白バイ隊のエースを追跡!悪質ドライバーVS白バイ
・山梨県警初の女性白バイ誕生に密着！激しい訓練に思わず涙…
・はじめての交番勤務を密着!ド根性新米刑事奮闘記
- 2014年03月31日　全国警察追跡24時　第3弾

・スクープ!番組だけが見たアノ連続通り魔事件、発生直後の生々しい現場
・捜査最前線の美人・イケメン刑事
・男3人が女性1名を囲む悪質チカン逮捕の瞬間
・スリ、その瞬間!
・繁華街に潜む悪
- 2015年03月26日　全国警察追跡24時　第4弾

- 2020年12月4日19時〜20時54分「警察特捜2020【緊急出動!凶悪逃走犯を追え】捜査に『自粛』の2文字はない！！」
- 2021年12月10日19時〜20時54分「警察特捜2021 緊急出動！凶悪逃走犯を追え超ヤバい事件(秘)逮捕瞬間超眼力SP」
- 2022年12月9日19時〜20時54分『緊急出動！警察特捜2022 凶悪逃走犯を追え』

## スタッフ
2022年12月9日放送分
- 構成：田代裕（第5回-）
- ナレーター：立木文彦、中丸雄一（KAT-TUN）、森富美（日本テレビ）（立木→第5回-、中丸・森→第7回）
- 撮影技術：清水昭雄、秋本栄二、島田十史郎、吉村至、小松裕太、稲熊真司（清水→第5回-、第5回は撮影、秋本・島田・吉村・小松・稲熊→第7回、秋本→第6回は取材スタッフ・秋元名義）
- EED：藤原曜一郎（第6回-）、齋藤愛音（第7回）
- MA：小長谷啓太（第6回-）
- 音楽効果：サウンド・バム、島野高一（第5回-）
- CG：奥山正次（デキサ）、横山敦子（ゲイン）（共に第7回）
- 宣伝：村上淳一（第5回-）
- デスク：宮沢薫（第5回-）
- 取材協力：警察庁、千葉県警察、神奈川県警察、愛知県警察、福岡県警察、佐賀県警察、熊本県警察（警察庁・千葉→第5回-、熊本→第5,7回、神奈川・愛知・福岡→第6回-、佐賀→第7回）
- 法務監修：樋口明巳（弁護士）（第5回-）
- ディレクター：日置義考、高津洋志、田中未来、岡田涼、太田昌伸、石塚賢一（高津→第5回-、石塚→第6回、第5回は取材スタッフ、田中・岡田・太田→第7回）
- チーフディレクター：岡田友之（第5回-、第4回はディレクター）
- プロデューサー：小林英丘、安瀬善康、三井貴美也、宮永守、川野辺真（小林・川野辺→第7回、第5,6回はプロデューサー演出、三井→第4,7回、安瀬・宮永→第5回-）
- 統轄プロデューサー：石村修司（第7回）
- チーフプロデューサー：島田総一郎（第7回）
- 制作協力：ビックベア（第5回-）
- 製作著作：日本テレビ

### 過去のスタッフ
- 演出：長谷川勉（第4回）
- 構成：田中直人（第2,4回）、佐藤公彦（第4回）
- ナレーター：羽佐間道夫、槇大輔（共に第4回）、田原アルノ（第5,6回）、近藤春菜（第6回）
- 撮影：津野晶、田草川成人、上田裕照（共に第5回）
- 撮影技術：阿部大輔、坂巻玲央（ネットビジョン）、浅井伸英（NTP）（共に第6回）
- デスク：北村佳子（第1,2回）
- オフライン編集：馬場勝（第3回）、今坂正純（第4回）
- 編集・MA：スタジオwelt（第4回）
- EED：東勇輝、岩見貴南 STUDIO 38、白田一樹、竹元風人 CALORe（共に第5回）、小林南穂（第6回）
- MA：長嶋美菜 CALORe（第5回）
- 音効：大谷敏夫（第4回）
- 編成：吉無田剛（第2回）
- 広報：松榮大（第2回）
- CG：加藤美樹（第2回）、イメージセッション（第5,6回）
- イラスト：あいまい（第6回）
- デスク：阿部川裕子（第4回）
- 技術協力：東京藤田工業（第4回）
- 取材協力：山梨県警察、徳島県警察（共に第5回）、高知県警察（第6回）
- 写真：アフロ（第6回）
- AD：三浦恵大（第2回）
- 取材スタッフ：川崎一樹（第5,6回）
- ディレクター：松崎雅博、田邉洋士、中村浩士、森多佳子（田邊～森→第3回）、伊東忠俊、田野裕哉、飯塚翔（飯塚→以前はAD）、田中未来（田中→以前はAD）、澁谷優介（伊東～澁谷→第4回）、石崎大輔、山口侑里、加藤治子（共に第5,6回）
- プロデューサー：西川宏一（第2回）、原園明彦（第3回）、杉本光一朗／中川武文（杉本・中川→第4回）、橋本一彦（橋本→第1,2回は総合演出、第3回はP）、柿田聡、杉田文彦（柿田・杉田→第4回）、井原亮子（第5,6回）
- 監修：千野克彦（第3回まで）、似鳥利行（第4回）
- ラインプロデューサー：岩間玄（第2回）
- チーフプロデューサー：菅沼直樹（第3回まで）、染井将吾（第4回）、三浦俊明（第5,6回-）
- 取材協力：札幌映像プロダクション（第2回）、ディレクターズ東京（第4回）
- 制作協力：いまじん（第4回）